# プロクロルペラジン
プロクロルペラジン（英:Prochlorperazine）とは神経遮断薬の1つで、統合失調症の治療に用いられる。ドパミンD2受容体を遮断することで抗ドパミン作用を示す。日本での製品名は「ノバミン」(塩野義製薬製造販売)

## 効能・効果
統合失調症、術前・術後等の悪心・嘔吐。

## 特徴
カナダ頭痛学会は複数の研究を元に、救急外来での片頭痛の第一選択治療としてプロクロルペラジンを推奨している。(ただし日本では保険適応ではない)